# Copris draco
Copris draco är en skalbaggsart som beskrevs av Gilbert John Arrow 1906. Copris draco ingår i släktet Copris och familjen bladhorningar. Inga underarter finns listade i Catalogue of Life.